# Dascillus
Dascillus is een geslacht van kevers uit de  familie van de withaarkevers (Dascillidae).

## Soorten
- Dascillus aprutianus Depoli, 1936
- Dascillus atripes Pic, 1915
- Dascillus bengalensis Pic, 1911
- Dascillus calvescens Bourgeois, 1892
- Dascillus cavaleriei Pic, 1930
- Dascillus cervinus Linnaeus, 1758
- Dascillus congruus Pascoe, 1860
- Dascillus corporaali Pic, 1923
- Dascillus costatus Pic, 1927
- Dascillus costulatus Fairmaire, 1886
- Dascillus davidsoni LeConte, 1859
- Dascillus elongatus (Falderman, 1835)
- Dascillus exiguus Zhang, 1989
- Dascillus flatus Zhang, 1989
- Dascillus fortunei Pic, 1913
- Dascillus indicus Guérin-Méneville, 1861
- Dascillus klapperichi Pic, 1955
- Dascillus lathaensis Lewis, 1973
- Dascillus leopoldi Pic, 1933
- Dascillus lithographicus Wickham, 1911
- Dascillus longicornis Guérin-Méneville, 1849
- Dascillus maculosus Fairmaire, 1889
- Dascillus mongolicus Heyden, 1889
- Dascillus musculus Zhang, 1994
- Dascillus nigripennis Guérin-Méneville, 1861
- Dascillus oblongus Carter, 1930
- Dascillus pallidofemoratus Pic, 1911
- Dascillus perroudi Pic, 1939
- Dascillus plumbeus G. Horn, 1880
- Dascillus praestans Fairmaire, 1891
- Dascillus rubropubens Pic, 1934
- Dascillus rufovillosus Bourgeois, 1892
- Dascillus rufus Pic, 1923
- Dascillus serraticornis Carter, 1929
- Dascillus shandongianus Zhang, 1989
- Dascillus sicanus Fairmaire, 1861
- Dascillus sublineatus Pic, 1915
- Dascillus taiwanus Nakane, 1995
- Dascillus thibetanus Pic, 1915